# Pink Floyd: Live at Pompeii
Pink Floyd: Live at Pompeii ist ein Musikfilm aus dem Jahre 1972 von Adrian Maben, der die britische Band Pink Floyd bei der Aufführung von sechs ihrer Songs im Amphitheater in Pompeji, Italien zeigt.
Die Aufführung der Songs Echoes, A Saucerful of Secrets und One of These Days wurde zwischen dem 4. Oktober 1971 und 7. Oktober 1971 aufgenommen. Die restlichen Songs des Films wurden in einem Studio in Paris zwischen 1971 und Anfang 1972 aufgenommen. Diese Version des Films wurde im September 1972 in die Kinos gebracht und ist auch als Bonusmaterial auf der DVD-Version des Films zu sehen. Im August 1974 wurde eine weitere Version des Films veröffentlicht, die den bisherigen Film mit Studioaufnahmen in den Abbey Road Studios ergänzte. Die Aufnahmen zeigten die Musiker bei der Erstellung des Albums The Dark Side of the Moon. Die Filmaufnahmen waren nachgestellt, da die Band zu diesem Zeitpunkt mit den Aufzeichnungen zum Album fertig war und schon die Abmischung vornahm.
Seit Juni 2016 können sich Besucher in einer Dauerausstellung im Amphitheater zur Musikgruppe und den Dreharbeiten informieren.
Am 2. Mai 2025 wurde eine Neuauflage des Musikfilms als 4K-Version - abgemischt von Steve Wilson - veröffentlicht. Erstmals erschien das Konzert auch als reines Audioformat auf CD und Vinyl. Zuvor war der Film am 23. April 2025 in den Kinos gezeigt worden.

## Hintergrund

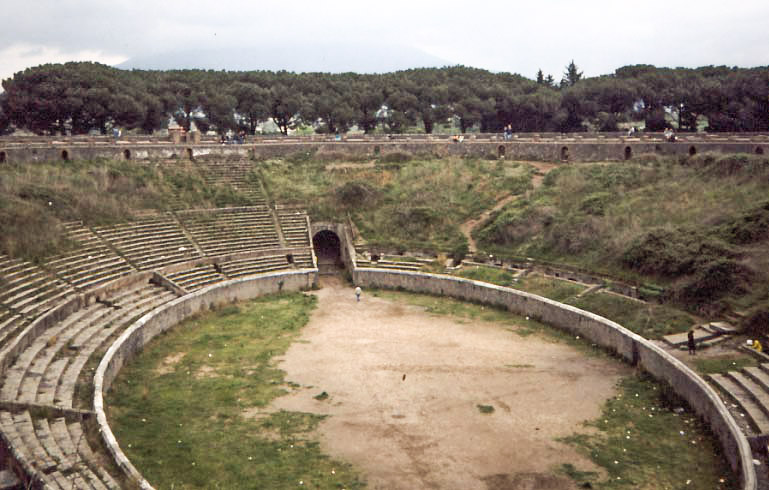
Innenansicht des Amphitheaters

Pink Floyd hatte bereits im April 1970 mit Filmaufnahmen außerhalb des Kontextes eines normalen Rockkonzerts experimentiert, darunter eine einstündige Performance in den KQED TV-Studios. Maben wollte die Musik Pink Floyds in einen künstlerischen Kontext einbetten, und versuchte 1971, den Manager der Band Steve O’Rourke zu kontaktieren, um die Möglichkeiten einer entsprechenden Filmproduktion zu diskutieren. Die ursprüngliche Idee, die Band in verschiedene Gemälde einzubauen, wurde abgelehnt. Daraufhin machte sich Maben im Frühsommer auf den Weg nach Neapel.
Während eines Besuchs in Pompeji verlor Maben seinen Pass und ging daher zurück in das Amphitheater, das er früher am Tag besucht hatte, da er ihn dort vermutete. Als er durch die verlassenen Ruinen streifte, kam ihm der Gedanke, dass die Stille und die natürlichen Umgebungsgeräusche eine gute Kulisse für die Musik bilden würden. Zudem wäre die Aufnahme der Band ohne Publikum ein gutes Gegenstück, quasi eine Antwort auf Filme wie Woodstock und Gimme Shelter, in denen den Darstellern und Zuschauern gleichermaßen viel Aufmerksamkeit gewidmet wurde.
Maben wandte sich mit dieser Idee an den befreundeten Architektur-Professor Ugo Carputi an der Universität von Neapel, der ein Pink-Floyd-Fan war, und diesem gelang es, die lokalen Behörden davon zu überzeugen, das Amphitheater für die Dreharbeiten im Oktober für sechs Tage zu schließen, für die die Band eine „ziemlich hohe“ Eintrittsgebühr zahlte.

## Titelliste

### 1972 Originalversion
1. Intro Song
2. Echoes, Part 1
3. Careful with That Axe, Eugene
4. A Saucerful of Secrets
5. One of These Days

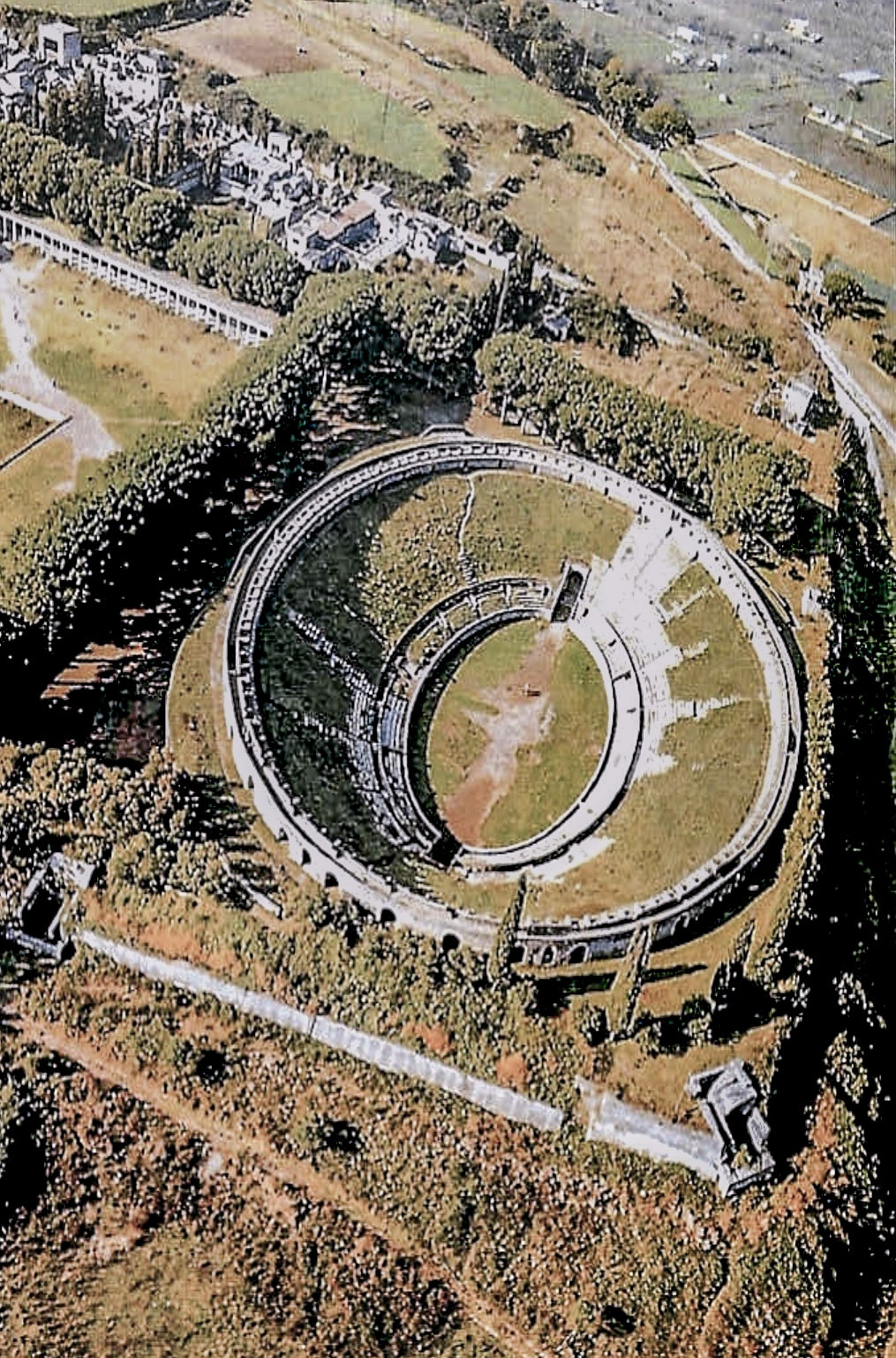
Blick auf das Amphitheater mit 20.000 Sitzplätzen, in dem der Musikfilm aufgezeichnet wurde. Position:

6. Set the Controls for the Heart of the Sun
7. Mademoiselle Nobs
8. Echoes, Part 2

### 1974 Version
1. Intro Song
2. Echoes, Part I
3. On the Run (Studio Footage)
4. Careful with That Axe, Eugene
5. A Saucerful of Secrets
6. Us and Them (Studio Footage)
7. One of These Days
8. Set the Controls for the Heart of the Sun
9. Brain Damage (Studio Footage)
10. Mademoiselle Nobs
11. Echoes, Part II

### 2003 Director’s Cut
1. Echoes, Part 1/On the Run (Studio-Filmaufnahme) (Uncredited) (von Meddle/The Dark Side of the Moon, 1971/1973)
2. Careful with That Axe, Eugene (B-Seite von der Point Me at the Sky-Single, 1968)
3. A Saucerful of Secrets (von A Saucerful of Secrets, 1968)
4. Us and Them (Studio-Filmaufnahme) (von The Dark Side of the Moon, 1973)
5. One of These Days I’m Going to Cut You into Little Pieces (auch bekannt als One of These Days, von Meddle, 1971)
6. Mademoiselle Nobs (von dem Album Meddle, 1971 vorher bekannt als Seamus)
7. Brain Damage (Studio-Filmaufnahme) (von The Dark Side of the Moon, 1973)
8. Set the Controls for the Heart of the Sun (von A Saucerful of Secrets, 1968)
9. Echoes, Part 2 (von Meddle, 1971)

## Outtakes
Aufgrund des Zeitdrucks während der Dreharbeiten wurden keine zusätzlichen Tracks gefilmt, die nicht auch veröffentlicht wurden. Somit existiert kein klassisches Bonusmaterial. Zwar waren im Archives du Film du Bois D’Arcy bei Paris mehrere Outtakes und Einstellungen aus anderen Perspektiven aufbewahrt, doch entschied ein Mitarbeiter des Eigentümers, der MHF Productions, dass dieses Material wertlos sei und vernichtete alle 548 Filmrollen der 35-mm-Negative.
Maben war zudem besonders frustriert darüber, dass er keine zusätzlichen Aufnahmen für One of These Days machen konnte, das in der veröffentlichten Version hauptsächlich ein Mason-Solo-Stück ist. Laut Mason lag dies daran, dass die Filmrolle mit den Aufnahmen der anderen Musiker beim Schnitt verloren ging. Die Audioaufnahme einer alternativen Version von Careful with That Axe, Eugene wurde im Box-Set The Early Years 1965-1972 (2016) veröffentlicht.

## Rezeption

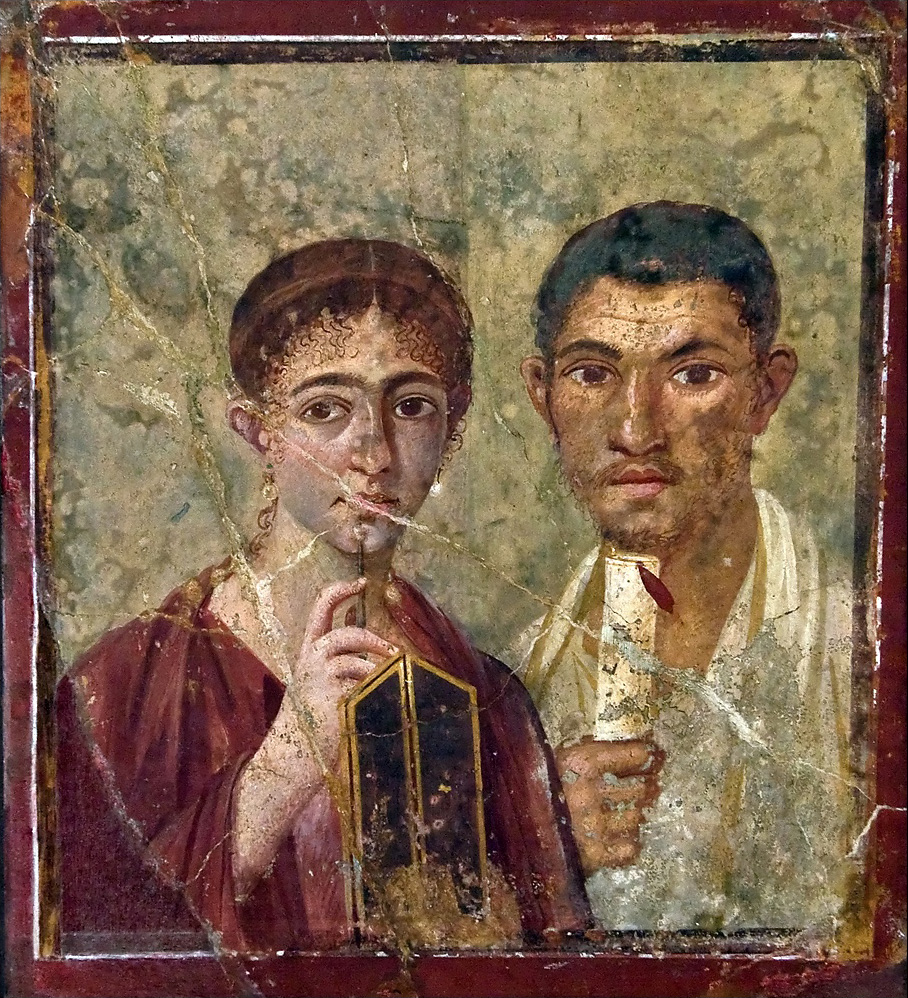
Maben verwendete Aufnahmen von mehreren Mosaiken und Gemälden aus dem Archiv des Archäologischen Nationalmuseums Neapel in Set The Controls, wie dieses Porträt von Paquius Proculo und seiner Frau.

Maben freute sich besonders über die positiven Kritiken nach der Präsentation des Films auf dem Edinburgh International Film Festival, war aber enttäuscht, als ein New Yorker Kritiker ihn als „eine Ameise, die um die großen Schätze von Pompeji herumkriecht“ beschrieb.
Das Magazin Audience betrachtete den Film als „eine stattliche visuelle Produktion“. Der Hollywood Reporter nannte ihn ein „voll strukturiertes Konzept, das für sich allein genommen weit über seine Funktion, ein Live-Rockkonzert aufzunehmen, hinausgeht“, während das Billboard Magazin von der Veröffentlichung von 1974 nicht begeistert war. Es vertrat die Ansicht, dass der Film einen veralteten Eindruck mache und ein „langweiliger, geistloser Hokuspokus sei, der der Pink-Floyd-Vision nicht gerecht werde“. Neuere Rezensionen waren weitaus positiver: Im Magazin Billboard besprach Faye Zuckermandie die Videoveröffentlichung von 1984 und sagte, obwohl sie „nicht besonders scharf“ auf das Filmmaterial in der Abbey-Road-Kantine gewesen wäre, sei der Film „den meisten anderen Konzertfilmen weit überlegen“. Richie Unterberger sagte bei der Rezension der Director’s Cut DVD, dass der Film „erstklassige Filmkunst“ und „unbestreitbar beeindruckend“ sei, während Peter Marsh, der für die BBC rezensierte, sagte, es sei sein „Lieblings-Konzertfilm aller Zeiten“, obwohl seine Meinung über die neue computergenerierte Bildsprache gemischt sei.

## Kommerzieller Erfolg

### Chartplatzierungen
| ChartsChartplatzierungen     | Höchstplatzierung | Wochen |
| ---------------------------- | ----------------- | ------ |
| Deutschland (GfK)            | 1 (12 Wo.)        | 12     |
| Österreich (Ö3)              | 1 (… Wo.)         | …      |
| Schweiz (IFPI)               | 1 (… Wo.)         | …      |
| Vereinigtes Königreich (OCC) | 1 (… Wo.)         | …      |

| ChartsChartplatzierungen       | Höchstplatzierung | Wochen |
| ------------------------------ | ----------------- | ------ |
| Vereinigte Staaten (Billboard) | 3 (77 Wo.)        | 77     |
| Vereinigtes Königreich (OCC)   | 2 (298 Wo.)       | 298    |

### Auszeichnungen für Musikverkäufe
Videoalbum

| Land/Region                  | Auszeichnungen für Musikverkäufe (Land/Region, Auszeichnung, Verkäufe) | Verkäufe |
| ---------------------------- | ---------------------------------------------------------------------- | -------- |
| Kanada (MC)                  | Gold                                                                   | 5.000    |
| Vereinigte Staaten (RIAA)    | 2× Platin                                                              | 200.000  |
| Vereinigtes Königreich (BPI) | 3× Platin                                                              | 150.000  |
| Insgesamt                    | 1× Gold · 5× Platin ·                                                  | 355.000  |

Hauptartikel: Pink Floyd/Auszeichnungen für Musikverkäufe